# مهدی‌آباد (دلفان)
مهدی‌آباد روستایی در دهستان کاکاوند شرقی بخش کاکاوند شهرستان دلفان استان لرستان ایران است.

## جمعیت
بر پایه سرشماری عمومی نفوس و مسکن در سال ۱۳۹۵ جمعیت این روستا کمتر از ۳ خانوار بوده‌است.